# منتخب ليتوانيا تحت 19 سنة لكرة السلة للسيدات
منتخب ليتوانيا تحت 19 سنة لكرة السلة للسيدات هو ممثل ليتوانيا الرسمي في المنافسات الدولية في كرة السلة للسيدات
.